# Premios de la Asociación de críticos de cine de Austin 2007
La Asociación de críticos de cine de Austin entregó sus premios en materia cinematográfica a lo más relevante del año 2007 el día 20 de diciembre de ese mismo año.

## Premios
Mejor película
- There Will Be Blood (Paul Thomas Anderson)

Mejor dirección
- Paul Thomas Anderson, There Will Be Blood

Mejor actor
- Daniel Day-Lewis, There Will Be Blood

Mejor actriz
- Ellen Page, Juno

Mejor actor de reparto
- Javier Bardem, No Country for Old Men

Mejor actriz de reparto
- Allison Janney, Juno

Mejor guion original
- Diablo Cody, Juno

Mejor guion adaptado
- Joel e Ethan Coen, No Country for Old Men

Mejor película extranjera
- Zwartboek, Holanda

Mejor película de animación
- Ratatouille

Mejor película documental
- The King of Kong

Mejor banda sonora
- Jonny Greenwood, There Will Be Blood

Mejor fotografía
- Robert Elswit, There Will Be Blood

Mejor actuación revelación
- Michael Cera, Juno, Superbad

Mejor primera película
- Ben Affleck, Gone Baby Gone

Austin Film Award
- Grindhouse